# 《入殓师》获奖列表
《入殓师》（Departures）是一部由小山薰堂编剧、瀧田洋二郎执导于2008年发行的日本劇情片。影片改编自青木新门的回忆录《纳棺夫日记》，讲述了年轻人小林大悟（本木雅弘饰）在失去大提琴手的工作后搬回老家的故事。尽管遭到妻子美香（广末凉子饰）的反对，小林还是在上司佐佐木（山崎努饰）以及同事上村（余贵美子饰）的帮助下在为逝者举办的入殓仪式这份工作中找到了满足感。
本片于2008年9月13日由松竹在日本首映，第二年5月29日和12月4日分别在北美和英国上映。由于考虑到日本传统对死亡的禁忌，导演泷田洋二郎并没有想过这部电影会获得成功。然而，《入殓师》最终以3.05亿日元的票房成为2008年日本国内票房最高的国产电影，全球票房更是总计达到69,932,387美元。影片也收到影评人的广泛好评，在影评聚合网站烂番茄上获得81%的支持率，评论家罗杰·埃伯特将本片描述为“在实现叙事的普遍目标方面表现出色”。
这部影片在日本国内上映之前就已经开始获得国际奖项，彼时本片在蒙特利尔世界电影节上获得了评委会大奖。在接下来对几个月里，本片陆续获得了多个奖项，其中包括四个来自《电影旬报》的奖项，并在2008年9月获选成为日本送交奥斯卡最佳外语片奖的影片。2009年2月，《入殓师》在日本学院奖中独占鳌头，获得13项提名并最终获得10个奖项。在当月晚些时候举行的第81届奥斯卡金像奖上，《入殓师》成为了首部赢得奥斯卡最佳外语片奖的日本电影，超过了当时呼声最高的以色列电影《和巴什尔跳华尔兹》（阿里·福尔曼执导）。2010年，本片又获得了更多奖项，包括香港电影金像奖最佳亚洲电影。
这一国际性的成功促成了以该片为基础的旅游业的发展，一些景点接待了数千名游客。本片的成功同样也刺激了影院的重映活动并连带使得原著《纳棺夫日记》再版。电影中以小林和佐佐木的汽车为原型的灵车也同样投入生产。

## 奖项
| 颁奖日期       | 奖项                 | 类别                          | 被提名或获奖人   | 结果   |
| -------------- | -------------------- | ----------------------------- | ---------------- | ------ |
| 2008年8月      | 蒙特利爾世界電影節   | 评委会大奖                    |                  | 獲獎   |
| 2008年9月12日  | 金鸡国际电影节       | 最佳外语电影观众奖            |                  | 獲獎   |
| 2008年9月12日  | 金鸡国际电影节       | 最佳外语导演观众奖            | 瀧田洋二郎       | 獲獎   |
| 2008年9月12日  | 金鸡国际电影节       | 观众票选最佳外语男主角奖      | 本木雅弘         | 獲獎   |
| 2008年10月21日 | 夏威夷国际电影节     | 观众票选奖                    |                  | 獲獎   |
| 2008年11月27日 | 報知電影獎           | 最佳影片                      |                  | 獲獎   |
| 2008年11月29日 | 预告片ZEN映画祭      | 大奖                          |                  | 獲獎   |
| 2008年12月3日  | 《日刊体育》电影大奖 | 最佳影片                      |                  | 獲獎   |
| 2008年12月3日  | 《日刊体育》电影大奖 | 最佳导演                      | 瀧田洋二郎       | 獲獎   |
| 2009年1月11日  | 《电影旬报》奖       | 最佳影片                      |                  | 獲獎   |
| 2009年1月11日  | 《电影旬报》奖       | 最佳导演                      | 瀧田洋二郎       | 獲獎   |
| 2009年1月11日  | 《电影旬报》奖       | 最佳编剧                      | 小山薰堂         | 獲獎   |
| 2009年1月11日  | 《电影旬报》奖       | 最佳男主角                    | 本木雅弘         | 獲獎   |
| 2009年1月14日  | 藍絲帶獎             | 最佳男主角                    | 本木雅弘         | 獲獎   |
| 2009年1月19日  | 棕榈泉国际电影节     | 梅赛德斯-奔驰最佳故事片观众奖 |                  | 獲獎   |
| 2009年1月21日  | 每日電影獎           | 最佳影片                      |                  | 獲獎   |
| 2009年1月21日  | 每日電影獎           | 最佳音响                      | 尾崎聪           | 獲獎   |
| 2009年1月31日  | 《东京体育》电影奖   | 最佳男主角                    | 本木雅弘         | 獲獎   |
| 2009年1月31日  | 《东京体育》电影奖   | 最佳男配角                    | 山崎努           | 獲獎   |
| 2009年2月1日   | 读卖文学奖           | 最佳剧本奖                    | 小山薰堂         | 獲獎   |
| 2009年2月1日   | 横滨电影节           | 最佳影片                      |                  | 獲獎   |
| 2009年2月1日   | 横滨电影节           | 最佳导演                      | 瀧田洋二郎       | 獲獎   |
| 2009年2月1日   | 横滨电影节           | 最佳女配角                    | 余贵美子         | 獲獎   |
| 2009年2月1日   | 横滨电影节           | 最佳女配角                    | 广末凉子         | 獲獎   |
| 2009年2月5日   | 黄金飞翔奖           | 最佳影片TV太郎奖              |                  | 獲獎   |
| 2009年2月5日   | 黄金飞翔奖           | 最佳制片人                    | 中泽敏明         | 獲獎   |
| 2009年2月20日  | 日本電影金像獎       | 最佳影片獎                    |                  | 獲獎   |
| 2009年2月20日  | 日本電影金像獎       | 最佳導演獎                    | 瀧田洋二郎       | 獲獎   |
| 2009年2月20日  | 日本電影金像獎       | 最佳编剧                      | 小山薰堂         | 獲獎   |
| 2009年2月20日  | 日本電影金像獎       | 最佳男主角獎                  | 本木雅弘         | 獲獎   |
| 2009年2月20日  | 日本電影金像獎       | 最佳女主角獎                  | 广末凉子         | 提名   |
| 2009年2月20日  | 日本電影金像獎       | 最佳男配角獎                  | 山崎努           | 獲獎   |
| 2009年2月20日  | 日本電影金像獎       | 最佳女配角獎                  | 余贵美子         | 獲獎   |
| 2009年2月20日  | 日本電影金像獎       | 最佳音乐奖                    | 久石让           | 提名   |
| 2009年2月20日  | 日本電影金像獎       | 最佳摄影奖                    | 滨田毅           | 獲獎   |
| 2009年2月20日  | 日本電影金像獎       | 最佳照明奖                    | 高屋斋           | 獲獎   |
| 2009年2月20日  | 日本電影金像獎       | 最佳美术奖                    | 小川富美夫       | 提名   |
| 2009年2月20日  | 日本電影金像獎       | 最佳录音奖                    | 尾崎聪和小野寺修 | 獲獎   |
| 2009年2月20日  | 日本電影金像獎       | 最佳电影剪辑奖                | 川岛章正         | 獲獎   |
| 2009年2月22日  | 奥斯卡金像奖         | 最佳外语片奖                  |                  | 獲獎   |
| 2009年3月23日  | 亞洲電影大獎         | 最佳男主角                    | 本木雅弘         | 獲獎   |
| 2009年4月5日   | 威斯康星电影节       | 最佳故事片                    |                  | 獲獎   |
| 2009年4月22日  | 映画馆大奖           | 年度最佳电影                  |                  | 第三名 |
| 2009年5月2日   | 远东电影节           | 观众奖                        |                  | 獲獎   |
| 2009年5月2日   | 远东电影节           | 黑龙观众大奖                  |                  | 獲獎   |
| 2009年11月26日 | 亚太电影大奖         | 最佳编剧                      | 小山薰堂         | 提名   |
| 2009年11月26日 | 亚太电影大奖         | 最佳男演员奖                  | 本木雅弘         | 獲獎   |
| 2009年12月5日  | 相机图像             | 金蛙奖                        | 滨田毅           | 提名   |
| 2010年4月18日  | 香港電影金像獎       | 最佳亚洲电影                  |                  | 獲獎   |